# 洞院実守
洞院 実守（とういん さねもり）は、鎌倉時代後期から南北朝時代にかけての公卿。左大臣・洞院実泰の四男。庶兄公賢の養子となり、父から家門継承を期待されるも達せられず、南北朝間を往来した。官位は正二位・大納言（北朝）、右大臣（南朝）。

## 経歴
元亨4年（1324年）に11歳で叙爵。侍従・左近衛少将・春宮権亮・左近衛中将・蔵人頭を経て、嘉暦3年（1328年）9月参議として公卿に列し、11月義父・公賢から賞を譲られて従三位に叙される。公賢は洞院家の後継者は父・実泰の意向に従って実守を後継者としていた。次いで元徳2年（1330年）4月正三位、元弘2年/元徳4年（1332年）3月権中納言と進むも、翌正慶2年/元弘3年（1333年）5月光厳天皇の廃位に伴って官職を止められた。建武政権下の建武2年（1335年）正月従二位に叙されたが、南北朝分立後は北朝に仕え、建武4年/延元2年（1337年）12月再び権中納言、建武5年/延元3年（1338年）正月正二位、暦応2年/延元4年（1339年）12月権大納言と累進。貞和4年/正平3年（1348年）10月に辞任し、観応元年/正平5年（1350年）11月本座を許されている。
観応2年/正平6年（1351年）12月正平一統の際には南朝へ参候し権中納言に貶されるが、文和2年/正平8年（1353年）6月そのまま南朝の行宮がある賀名生（奈良県五條市）に赴いた。以降は南朝公卿として累進し、右近衛大将･内大臣を歴任する。
一方、京都の洞院家では実守の南朝参候を機に義父・公賢は後継者を実子の実夏に変更する手続を行うが、やがて実夏と不仲になり、延文4年/正平14年（1359年）4月に公賢が出家すると実守の北朝帰参を望むようになった。このため、実守は同年12月に密かに京都に戻り、公賢から家督譲渡の意向を示された。
翌延文5年/正平15年（1360年）義父・公賢が薨じると、家門の継承をめぐって甥・実夏と争った。同年6月、後光厳天皇は実夏・実守による家領の分割を命じるが、南朝に仕えていた実守の家督継承に反対する室町幕府の執奏もあり、9月には実夏への家門継承が決定される。家門争いに敗れた実守は抵抗を続けているが、康安元年/正平16年（1361年）2月には勅命によって実守が持っていた洞院家家督の象徴である文庫の印鎰を没収され、同年12月の南朝軍入京による後光厳天皇の近江行幸への段階では既に再度南朝へ参候し、次いで右大臣に栄達した模様である。ところが、貞治6年/正平22年（1367年）6月実夏が薨じると、家門を継承せんとして8月北朝へ帰参。洞院家門をめぐる相論が再度紛糾したため、室町幕府からの執奏に基づき、最終的に応安4年/建徳2年（1371年）実夏の子の公定に家門継承を認める勅裁が下された。家門のために南北朝間を往来した実守の無節操さにつき、『愚管記』の記主近衛道嗣は「頗非忠貞之儀乎」と呆れている。
帰参した北朝では、応安3年/正平25年（1370年）3月大納言に任じられたが、応安5年/文中元年（1372年）4月11日に薨去。死因は疫癘（伝染病）という。

## 逸話
- 雅楽に優れ、叔父の実明から琵琶を、母の康子から秦箏を相承した他、「万秋楽」の秘説を崇光上皇に授けた。また、漢詩を得手としていたようである。
- 『吉野拾遺』下に、実守は鼻が大層高かったために、紀伊国の田舎武士から「人にはあらじ。天狗のたぐひにてあるらむ」と恐れられたという話が見える。
- 正平22年/貞治6年（1367年）9月北朝に帰参して間もない実守の許を大外記中原師茂が訪れ、南北朝合体の議について談合したという（『師守記』）。

## 系譜
- 父：洞院実泰（1270-1327）
- 母：高倉康子（?-1349） - 高倉永康女
- 義父：洞院公賢（1291-1360）
- 妻：不詳
  - 男子：洞院公信（?-?） - 従五位上侍従（北朝）、大納言（南朝）。室は洞院公泰娘
  - 男子：洞院公益（?-?） - 左少将